# Dietmar Koszewski
Dietmar Koszewski (Berlín, República Federal Alemana, 26 de julio de 1967) es un atleta alemán retirado especializado en la prueba de 110 m vallas, en la que ha conseguido ser medallista de bronce europeo en 1990.

## Carrera deportiva
En el Campeonato Europeo de Atletismo de 1990 ganó la medalla de bronce en los 110 m vallas, con un tiempo de 13.50 segundos, llegando a meta tras los británicos Colin Jackson (oro con 13.18 segundos) y Tony Jarrett (plata).